# YOGTZE事件
YOGTZE事件 (YOGTZE-Fall, または BAB-Rätsel, "アウトバーンの謎")とは1984年10月26日に発生した元食品技術者のギュンター・ストールが死亡した事件である。ストールの死は不審なもので、未解決事件とされている。2025年4月に警察はこの事件を単独事故とみなし、捜査を終結させた。

## 背景
1984年に西ドイツノルトライン＝ヴェストファーレン州アンツハイゼンに住んでいた元食品技術者のギュンター・ストールは偏執病を患っていた 。死亡前に彼は妻に「奴ら(denen)」が彼に危害を加えに来ると度々打ち明けていた。1984年10月25日23時頃、「奴らが」来ると話した直後突然「Jetzt geht mir ein Licht auf!(「遂に分かったぞ！」)」と叫び、紙に「YOG'TZE(あるいは"YO6'TZE")」と書いた後すぐに消した。
その直後、ストールはヴィルンスドルフにある行きつけのパブ「パピヨン」に行き、ビールを注文したが地面に倒れ、顔を負傷した。当時の目撃者によると彼は当時酔っ払った状態ではなく、単に気を失ったようだったと証言している。
目覚めた彼は自身のフォルクスワーゲン・ゴルフに乗り込みその場から走り去った。その後2時間の間何があったのかは不明だが翌26日の1時に生まれ育ったハイガーセルバッハにいた。そこで幼馴染だった女性と「今夜起ころうとしている恐ろしい出来事」について話したが、夜遅かったこともあり女性は彼の両親の家に行って彼らと話すよう勧めたが、彼は「彼らに話しても理解してくれないだろう」と反論した。それでも彼女は相手をしたくなかったためアンツハイゼンにいる妻の元へ戻るよう勧め、彼は同意しそのまま立ち去った。

## 発見

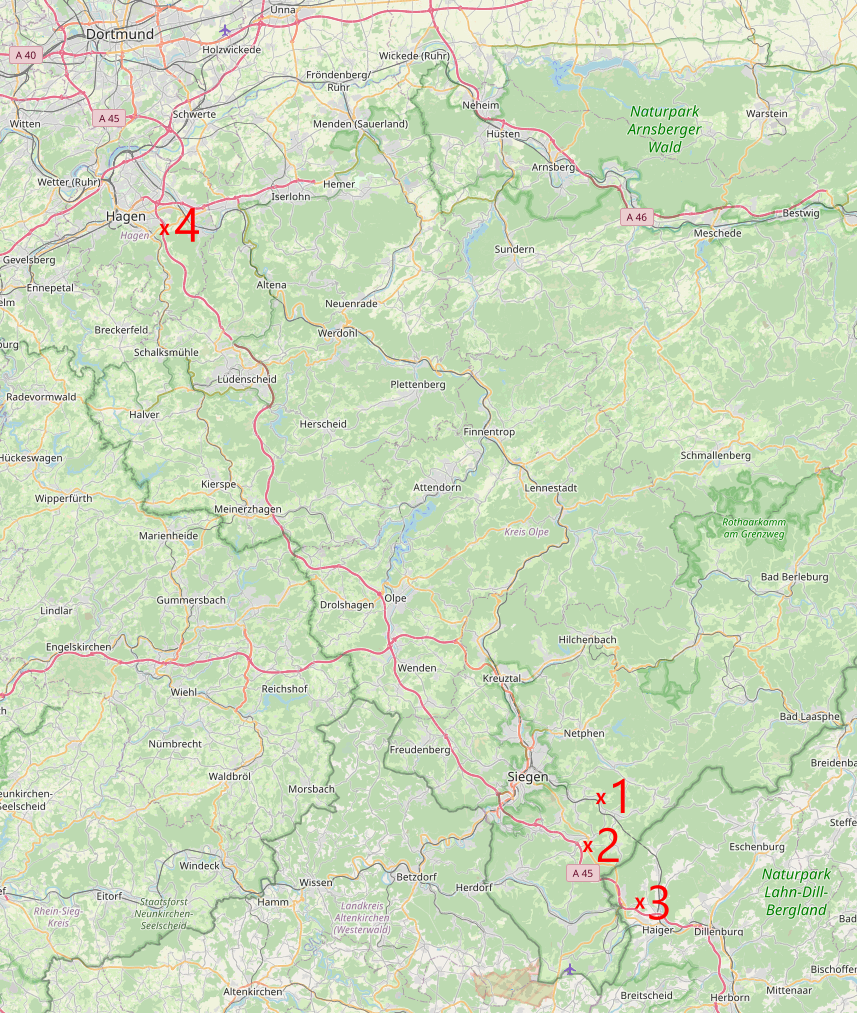
YOGTZE事件の現場1. ストールの自宅があったアンツハウゼン2. ウィルンスドルフのパブ「パピヨン」
3. ハイガーセルバッハにあったストールの両親宅4. 事故現場

3時頃、アウトバーン 45のハーゲンスド出口付近を走行していたトラック運転手2名がストールの車両が事故を起こした状態で停車しているのを発見した。なおこの出口はハイガーセルバッハから100キロメートル (60 mi) ほど離れた場所にある座標: 北緯51度17分18秒 東経7度34分33秒 / 北緯51.2882度 東経7.5758度。
いずれのトラック運転手も事故を起こした車の付近で白いジャケットを着た負傷者を目撃したと証言している。当局に通報後、重傷を負い、裸になっていたギュンター・ストールを車の中にて発見した。意識がまだあった彼は車には男性4人が同乗していたが現場を立ち去ったと発言した。その4人が彼の友人であるかどうかを問われたが、ストールは否定した。その後救急搬送中にストールは死亡した。

## 捜査
捜査の結果ストールは事故の前に負傷し、当初の捜査では別の場所で車に轢かれ、その後車の助手席に乗せられて発見場所まで運ばれたと結論つけられた。しかしその結論とは裏腹に、車両の損傷そのものは現場で発生していたとされた。
また同時に、轢かれたとされた時間彼は裸だったともされた。ハーゲンスド出口付近を走行していた他のドライバーは当時ヒッチハイカーを目撃していたが、そのヒッチハイカーや白いジャケットを着た人の身元は判明することはなかった。またストールが生前オランダへ旅行へ出かけていたことが判明し、麻薬の売人と接触していたのではないかと疑惑を持たれたが、根拠がないものと結論付けられた。
警察当局は「YOG'TZE」と書かれた紙を回収することは出来なかった。ストールの妻は彼が死亡した夜に捨てたと証言した。その結果警察はストールがそもそも「YOG'TZE」とその通りに書いたかもわからないのである。「YOG'TZE」の文字の意味は未だに不明である。

### 捜査の終結
2025年にハーゲンの警察は新たな捜査の結果、ストールが負った傷は轢かれたことによるものではなく、衝突によるものであると結論付けた。併せて、ストール本人以外のDNAが車内から発見されておらず、事故当時ストール以外誰も車内にいなかったと結論付けた。そのことを踏まえ、殺人事件として捜査されていたこの事件は単独事故として結論付けられ、捜査は終結を迎えた。「YOG'TZE」と書かれた紙が実在したかは議論の的になっているが、捜査関係者はこの件に関係しているかどうかも疑っている。

## テレビでの放映
1985年4月12日にこの事件はドイツの人気番組「Aktenzeichen XY … ungelöst」に取り上げられた。
放送後、複数のアマチュア無線愛好家がテレビ局に電話を入れ、もし「YOGTZE」のGを数字の6に変えるとルーマニアのラジオ局のコールサインになると情報提供した。